# Friedrich Hatzius

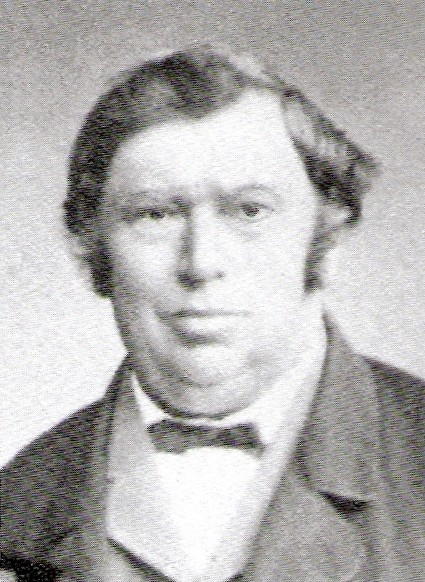
Johann Friedrich Hatzius

Johann Friedrich Hatzius (* 11. Mai 1815 in Abtsbessingen; † 29. September 1889 ebenda) war ein deutscher Rittergutsbesitzer und Politiker.

## Leben
Hatzius war der Sohn des Freigutsbesitzers Johann Christoph Hatzius und dessen Ehefrau Johanna Elisabeth geborene Harnisch. Er war evangelisch-lutherischer Konfession und heiratete am 10. Januar 1841 in Bellstedt Johanna (Johanne) Marie Friederike Kühmstedt (* 6. September 1819 in Bellstedt; † 1. April 1898 in Abtsbessingen), die Tochter des Anspänners Johann Friedrich Christian Kiemstedt (Kühmstedt).
Hatzius war Ökonom, Freigutsbesitzer in Abtsbessingen und nach der Heirat Rittergutsbesitzer in Abtsbessingen. Dort war 1847 und 1849 auch Schulze.
Während der Märzrevolution war er einer der Anführer der Revolutionäre in Abtsbessingen und Wenigenehrich. Vom 28. Juni 1847 bis zum 27. März 1848 war er als Stellvertreter von Heinrich Carl Koch Abgeordneter im Landtag des Fürstentums Schwarzburg-Sondershausen.